# ماریا خوزه پریتو
ماریا خوزه پریتو (انگلیسی: María José Prieto؛ زادهٔ ۲۰ فوریهٔ ۱۹۷۷) بازیگر اهل شیلی است. وی از سال ۱۹۹۸ میلادی تاکنون مشغول فعالیت بوده است.